# ある独身男の死 (曲)
「ある独身男の死」（あるどくしんおとこのし、Death of a Bachelor）は、パニック!アット・ザ・ディスコの楽曲である。2015年9月1日にピート・ウェンツが司会を務めるBeats 1の番組でプレミア公開され、12月9日に同名のスタジオ・アルバムからの第4弾シングルとして発売された。作詞作曲はブレンドン・ユーリー、ローレン・プリチャード、ジェイク・シンクレアの共作。

## 背景・曲の構成
楽曲がプレミア公開された9月1日、ユーリーはInstagram上で2015年でフランク・シナトラが生誕100年を迎えることと、シナトラの音楽にまつわり自身の思い出について触れ、彼の音楽は僕の人生のサウンドトラックのなかで大きな役割を果たしているんだ。まさに、自分の好みに立ち返って、実践してみたんだよ。今年アルバムの曲を書いたんだけど、ほとんどの曲が彼の音楽にどこか似ているんだ。作曲の面や個人的なつながりという意味で影響を受けたからねと述べた。
「ある独身男の死」は、自分の人生を変えてしまうような誰かと恋に落ちることについて歌った楽曲となっている。楽曲についてユーリーは、“Death of a Bechelor”は僕にとって重要な曲なんだ。ある時期のほろ苦い（でも大半は甘いんだけどね）終わりを表現しているんだよね。もう失われてしまった人生のある部分について振り返ってみたんだよ。映画『素晴らしき哉、人生!』みたいに今とは違った未来を覗いてみたんだ。といっても、今に対して大方は有り難いと思ってるんだけどねと説明している。また、『アップセット・マガジン』のインタビューで「すごくジャジーで、すごくシナトラっぽい曲だけど、ビヨンセの『ドランク・イン』みたいなビートを乗せている。一風変わったミックスだけど、すごくクールなんだ」と語っている。
曲のジャンルはEDM、ジャズ、ポップ、R&B、ソウル、スウィング、シンセポップ、トラップとされている。曲のキーはCメジャーで、テンポは139 BPM。

## プロモーション
2015年12月24日、YouTube上で「ある独身男の死」のミュージック・ビデオが公開された。監督はスカントロンとメル・ソリアが務めた。ビデオは全編モノクロで、ジャズバーのテーブルに1人で座るユーリーがウイスキーを飲むシーンから始まり、スーツを身に纏い1人で歌う姿で構成される。
本作は、2016年10月20日に放送されたABC『グッド・モーニング・アメリカ』や、2017年2月9日に放送されたワーナー・ブラザース・テレビジョン『エレンの部屋』で披露された。

## シングル収録曲
| #         | タイトル                                | 作詞・作曲                                                       | プロデューサー                               | 時間 |
| --------- | --------------------------------------- | ---------------------------------------------------------------- | -------------------------------------------- | ---- |
| 1.        | 「ある独身男の死」(Death of a Bachelor) | ブレンドン・ユーリー ローレン・プリチャード ジェイク・シンクレア | ジェイク・シンクレア スージー・シン [ 注 1 ] | 3:23 |
| 合計時間: | 合計時間:                               | 合計時間:                                                        | 合計時間:                                    | 3:23 |

| #         | タイトル                                                                           | 作詞・作曲                                                       | プロデューサー                               | 時間 |
| --------- | ---------------------------------------------------------------------------------- | ---------------------------------------------------------------- | -------------------------------------------- | ---- |
| A.        | 「ある独身男の死」(Death of a Bachelor)                                            | ブレンドン・ユーリー ローレン・プリチャード ジェイク・シンクレア | ジェイク・シンクレア スージー・シン [ 注 1 ] | 3:23 |
| B.        | 「ディス・イズ・ゴスペル（ピアノ・ヴァージョン）」(This Is Gospel (Piano version)) | ブレンドン・ユーリー ダロン・ウィークス ジェイク・シンクレア     | ウィル・イップ                               | 3:12 |
| 合計時間: | 合計時間:                                                                          | 合計時間:                                                        | 合計時間:                                    | 6:35 |

## クレジット
※出典
- ブレンドン・ユーリー – ボーカル、ギター、ベース、ドラム
- ロブ・メイセス – ホーンアレンジ、指揮者
- アンディ・スニッツァー – テナー・サクソフォーン
- デイヴ・マン – テナー・サクソフォーン
- アーロン・ヘイク – アルト・サクソフォーン
- デイヴ・リーケンバーグ – バリトン・サクソフォーン
- マイク・デイヴィス – テナー・サクソフォーン
- ランディ・アンドス – バス・トロンボーン
- ジェフ・キーヴィット – トランペット
- トニー・カドレック – トランペット、フリューゲルホルン
- スージー・シン – バックグラウンド・ボーカル、アディショナル・プロダクション、エンジニア
- ジェイク・シンクレア – プロデュース
- クラウディウス・ミッテンドーファー – ミキシング
- ピート・ライマン – マスタリング

## チャート成績

### 週間チャート
| チャート (2016年)                           | 最高位 |
| ------------------------------------------- | ------ |
| US Billboard Hot 100                        | 92     |
| US Hot Rock & Alternative Songs (Billboard) | 11     |

### 年間チャート
| チャート (2016年)                           | 順位 |
| ------------------------------------------- | ---- |
| US Hot Rock & Alternative Songs (Billboard) | 31   |

## 認定
| 国/地域                          | 認定        | 認定/売上数 |
| -------------------------------- | ----------- | ----------- |
| カナダ (Music Canada)            | Platinum    | 80,000      |
| デンマーク (IFPI Danmark)        | Gold        | 45,000      |
| イギリス (BPI)                   | Gold        | 400,000     |
| アメリカ合衆国 (RIAA)            | 3× Platinum | 3,000,000   |
| 認定のみに基づく売上数と再生回数 |             |             |